# Àngels Margarit
Àngels Margarit Vinyals, née à Terrassa, en Catalogne, en Espagne, en 1960, est une danseuse, chorégraphe et pédagogue espagnole. En 2010, elle a remporté, avec Rocío Molina, le prix national de la danse (Premio Nacional de Danza), décerné par le Ministère de la Culture espagnol.

## Biographie
Après avoir bénéficié d’une formation à l’Institut du Théâtre de Barcelone, Angels Margarit danse au sein d’un collectif, Heura Danza Contemporania, dès la fin des années 1970. L’Espagne sort alors à peine du franquisme. Angels Margarit s’impose comme une des figures de la jeune danse espagnole, qui s’ouvre à l’Europe dans les années 1980. En 1985, elle crée le spectacle Mudances qui devient le nom de sa compagnie. En 1988, elle se voit attribuer le grand prix du Concours chorégraphique international de Bagnolet, pour Kolbebasar, ex-æquo avec un duo de danseurs et chorégraphes israéliens, Liat Dror-Nir Ben Gal.
Les années 1990 sont difficiles. La danse espagnole contemporaine manque encore de moyens financiers et structurels pour établir des compagnies de danseurs,  et effectuer un travail dans la durée, avec des projets à long terme. En Catalogne, une association, La Porta, tente de maintenir une activité créatrice. Comme dans la période du franquisme, certains chorégraphes restent enfermés dans des contenus issus des  frappes rythmiques du flamenco. C’est le « cliché de la gitane qui se consume ». L'univers de l'Arbre de Te d'Angels Margarit laisse davantage place à la rêverie. Angels Margarit se heurte à un manque de lieu de travail et à des problèmes de diffusion, comme les autres talents apparus dans la décennie précédente. Elle prend  l'habitude de recevoir des spectateurs dans des lieux exigus pour des spectacles de solistes,.
C’est l’époque où Àngels Margarit interprète Corol. la, un solo tourbillonnant, «merveilleusement fluide et dynamique», évoquant la corolle d’une fleur, présenté en France au Théâtre des Abbesses,. Cette même année 1998, la Généralité de Catalogne inaugure enfin un centre chorégraphique à Barcelone, le premier de la péninsule ibérique, avec à sa tête Vicente Saez. Àngels Margarit s’investit dans un travail pédagogique, organisant des stages, et des festivals.
Au début des années 2000, elle poursuit sa recherche artistique  avec Terbola (turbulente), pièce pour sept danseurs.
En 2010, elle reçoit le Prix national de la danse en Espagne, avec une danseuse et chorégraphe de la génération suivante, Rocío Molina. Dans ces années 2010, son chemin croise celui de Thomas Hauert avec qui elle monte un spectacle, From B to B, présenté dans plusieurs pays,.